# 日常組
日常組（にちじょうぐみ）は、主にMinecraftの実況動画を主軸にしている日本の4人組グループYouTuber。
『Minecraft』の実況動画を中心に投稿している。『マインクラフターの日常』シリーズのほか、『マイクラ脱獄』シリーズ、『マイクラ盗賊』シリーズなど、ストーリー性を持ったシリーズ企画も投稿されている。特に『マイクラ脱獄』シリーズは『日常ロック』として漫画化されている。また、『マイクラ白昼夢』、『マイクラ羅生門』『マイクラ明晰夢』などの新シリーズを続々と出している。
キャッチコピーは「ようこそ、俺達の世界へ！」。コンセプトは「俺たちの世界へようこそ」。

## 経歴

### 活動開始
2012年3月9日にぺいんとの個人チャンネル「ぺいんとチャンネルゥ」にコラボ企画として『マインクラフターの日常』シリーズが投稿された。活動を始めたきっかけは、当時個人で活動していたしにがみが建てたMinecraftのサーバーに、しにがみのリスナーだったぺいんととクロノアが入って一緒にMinecraftを始めたことだった。活動開始当時は、ぺいんと・クロノア・しにがみの3人のみで、トラゾーは裏方として活動していた。
2016年、『マインクラフターの日常』シリーズが最終回を迎える。実はこの頃になると、メンバー間での意見のすれ違いが起きており、溝が生まれていた。この頃の動画は撮影したものに後から声をあてるアフレコだったが、この方法にクロノアは否定的であった。すれ違いにより溝が深まっていった結果、解散を決断、グループでの活動をやめた。

### 解散から再結成へ
解散から1年近く経った頃、ぺいんとはしにがみとクロノアに再びグループで活動したいと再結成を呼びかける。2人は快諾し、再結成が決まった。2017年1月29日に『マインクラフターの日常』の続編となる『マインクラフターの日常Z!』が投稿され、グループは再結成された。この動画から新たにトラゾーを加えた4人での活動を開始した。
2019年3月、『マイクラ脱獄』シリーズや『マイクラ盗賊』シリーズの制作などの負担が大きくなってしまったため、グループとしての活動を休止した。活動休止中は4人のメンバーそれぞれが個人チャンネルなどで活動を行った。
活動休止中、4人は東京の会議室に集まり、方針を話し合った。そこで、今まではぺいんとの個人チャンネル「ぺいんとチャンネルゥ」で活動していたが、グループのチャンネルに変更することを決めた。また、役割分担も決め、ぺいんとは動画の編集を行い、クロノアはリーダーとして最終決断を下し、しにがみはゲームのシステムや制作を行い、トラゾーはゲームのシナリオ制作、他の配信者との連絡役などの役割が決まった。

### ぺいんとチャンネルゥから日常組へ
同年11月15日、グループとしての活動再開し、ぺいんとの個人チャンネル名を「日常組」に変更した。グループ名の由来は『マインクラフターの日常』から。
また、この頃から企画会議、通称「ネタ会議」を行うようになった。この会議では、この会議で上がった企画は、メンバー全員の賛同がないと動画にできないというルールがある。
2022年、活動開始10周年を記念してオリジナルソング『くだらない日常』を作成した。作曲はHYBRID SENSE、作詞はぺいんととしにがみが行い、クラリネットの演奏はクロノアが担当した。同じく、10周年を記念して『日常組の日常展』が2022年に東京で、2023年に大阪で開催された。
同年4月21日、YouTubeにてコラボ企画「日常組セカイ征服大作戦」が発表された。4月29日から、東京の原宿竹下通り友竹庵と、愛知のサンシャイン栄でコラボイベントを行った。東京の会場では、AppBankのスマホアプリ「HARAZYUKU」とのコラボイベントも行われた。5月30日からは、ローソンとのコラボイベントが全国で行われた。また、9月1日からはZOZOTOWNとのコラボグッズの受注販売が行われた。12月1日から東京タワーとのコラボが開催された。
2024年3月12日、ファミリーマートとのコラボで日常グミと日常新聞が発売された。また、アニメイトにて「日常組セカイ征服大作戦」のグッズが販売された。
2025年2月1日から、ニデック京都タワー、JR東海のそれぞれとコラボすることが発表され、ニデック京都タワーでは、日常組の『マイクラ羅生門』をテーマに開催された。

## メンバー
ぺいんと・クロノア・しにがみ・トラゾーの4名で活動している。特に"トラゾー"と"クロノア"の2人で活動する際は、それぞれの頭文字から「T&K bro's」（ティーアンドケー ブラザーズ）または「木こり兄弟」と呼ばれ、"ぺいんと"と"しにがみ"の場合は「七味兄弟」などと呼ばれることがある。

### ぺいんと
1995年10月8日生まれ、愛知県出身。イメージカラーは黄色。トラゾーと同い年。専門学校中退。
日常組のリーダーとよく勘違いされるが、今はリーダーではない（昔はリーダーだった）。
名前の由来は活動名を決める時にたまたまペイントツールを使っていたから。時々、名前を”ペイント”とカタカナ表記されてしまうが、本人曰くひらがな表記が正式らしい。
赤髪のともとは高校生の頃から交流がある。
「ダークぺいんと」、「ホワイトぺいんと」と呼ばれるもう1人の自分のようなキャラクターがいる。愛称は「ダーぺ」「ホワぺ」。
エビ料理が好きだが、エビフライが特別に好きなわけではないらしい。
スキーが上手に滑れる。

#### 経歴・エピソード
拾い癖があり、小さい頃一度落ちている飴を癖でポケットに入れてしまった所、駄菓子屋で万引きと勘違いされてしまったことがある。
青鬼を実況していたサンヘルプの影響を受けて動画投稿を始めた。
2021年9月8日には自身のエッセイや初の短編ストーリーを書き記した『だから僕は大人になれない』を発売。
2023年9月9日と10日にらっだぁと赤髪のともと共にオフラインイベント「しぐなるぜろ」をパシフィコ横浜で開催した。同年11月にはKアリーナ横浜で追加公演が行われ、2万人を動員した。
2025年4月29日、「しぐなるわん」を上記「しぐなるぜろ」のメンバーでさいたまスーパーアリーナにて開催した。

### クロノア
1995年1月21日生まれ、東京都出身。日常組リーダー。イメージカラーは青。日常組の最年長。
名前の由来は正式名称でもある「黒猫のノア」で、略して「クロノア」となっている。犬と猫を飼っており、猫は 2代目ノア（黒）・ラテ（シャム柄キジ白）・アル（キジ白）、犬は ボル（ボルゾイ）・バディ（ゴールデンレトリバー）。保護活動にも熱心である。
昔いじめられた事があり、いじめてきた人達を見返したいと合気道を始めた。現在では合気道の使い手。弓道もできるらしい。名前の由来は飼い猫の名前より。また、クラリネットも吹くことができ、「マインクラフターの日常」のOP曲を作曲したりと、音楽に対する知識も深い。

### しにがみ
1997年2月27日生まれ、東京都出身。イメージカラーは紫。日常組の最年少だが、動画投稿歴は日常組の中で一番長い。
声や容姿が中性的で、尚且つ149cmと低身長だが男性である。
以前は漢字表記の「死神」で活動していたが2020年12月25日に漢字表記だと不気味さがあるため「しにがみ」へ改名した。名前の由来は目のクマと長い前髪のせいで友人に「死神」と呼ばれたこと。           
また、しにがみが作ったゲーム「とらお」を日常組でプレイした動画はサブチャンネル・日常箱でのライブにもかかわらず、550万回を超える再生回数を出している。他にも、自作オンラインゲームを作るなど、動画の企画で使用するマインクラフトのデータパックなどの制作を得意としており、主に日常組のデータパックの制作を担当している。

アニメ『巨神と氷華の城』の声優をしたことがある。他にもモデルをしたりもしている。

### トラゾー
1995年5月2日生まれ、茨城県出身。イメージカラーは緑。ぺいんとと同い年。元陸上自衛官（第一空挺団）。
『マイクラ脱獄』シリーズを考案した張本人で、これらを元にした『日常ロック』の執筆も行っている。
日常組の企画『マイクラ盗賊』シリーズ、『マイクラ脱獄』シリーズ、『マイクラ白昼夢』、『マイクラ羅生門』、『マイクラ明晰夢』などの制作及びキャストを行っている。また、○○の主役は我々だ!の企画『マイクラ呪鬼』、『マイクラ大脱走』などの制作及びキャストも行っている。
2019年6月15日に裏方のイナリとの結婚を発表。同年7月3日に入籍。
2021年10月14日、持病の悪化に伴う体調不良を理由に活動休止を発表した。具体的な病状は非公表としたが、命に別状はないと説明している。また、活動休止中も『日常ロック』の執筆は継続する。2022年3月11日、活動を再開した。
2023年5月20日に日常ロック5巻発売記念でサイン会を行った。

## 出演
吹き替え
- マインクラフト/ザ・ムービー（2025年）[33]

## 書籍

### 日常ロック
- 松並香葉、トラゾー、日常組『日常ロック 1』KADOKAWA、2021年7月21日。ISBN 978-4046805645。
- 松並香葉、トラゾー、日常組『日常ロック 2』KADOKAWA、2022年1月21日。ISBN 978-4046810434。
- 松並香葉、トラゾー、日常組『日常ロック 3』KADOKAWA、2022年7月13日。ISBN 978-4046815323。
- 松並香葉、トラゾー、日常組『日常ロック 4』KADOKAWA、2022年11月15日。ISBN 978-4046818966。
- 松並香葉、トラゾー、日常組『日常ロック 5』KADOKAWA、2023年5月15日。ISBN 978-4046824653。
- 松並香葉、トラゾー、日常組『日常ロック 6』KADOKAWA、2023年10月14日。ISBN 978-4046828125。
- 松並香葉、トラゾー、日常組『日常ロック 7』KADOKAWA、2024年3月14日。ISBN 978-4046835055。
- 松並香葉、トラゾー、日常組『日常ロック 8』KADOKAWA、2024年9月18日。ISBN 978-4046838896。
- 松並香葉、トラゾー、日常組『日常ロック 9』KADOKAWA、2025年2月14日。ISBN 978-4046842688。

### メンバー著書
- ぺいんと『だから僕は大人になれない』KADOKAWA、2021年9月8日。ISBN 978-4048969987。

### その他
- 日常組『日常組と超楽しく覚える!中学英単語&熟語1800』KADOKAWA、2024年6月24日。ISBN 978-4046066190。